# Літаки Накаджіма

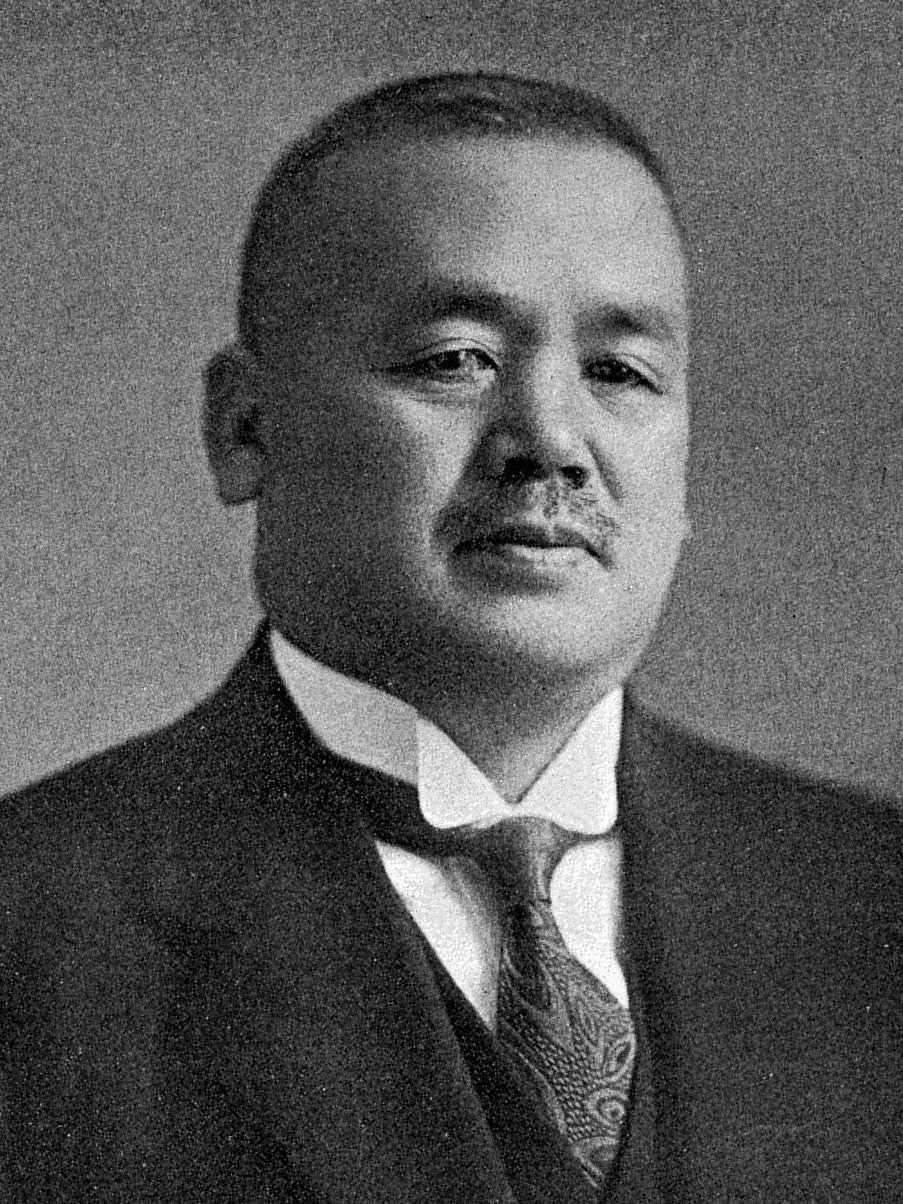
Засновник, Чикухеї Накаджима

Акціонерне товариство Літаки Накаджіма (яп. 中島飛行機株式会社, Nakajima Hikōki Kabushiki Kaisha) було відомим японським виробником літаків і виробником авіаційних двигунів під час Другої світової війни. Компанія продовжує свою діяльність як виробник автомобілів та літаків Subaru.

## Історія

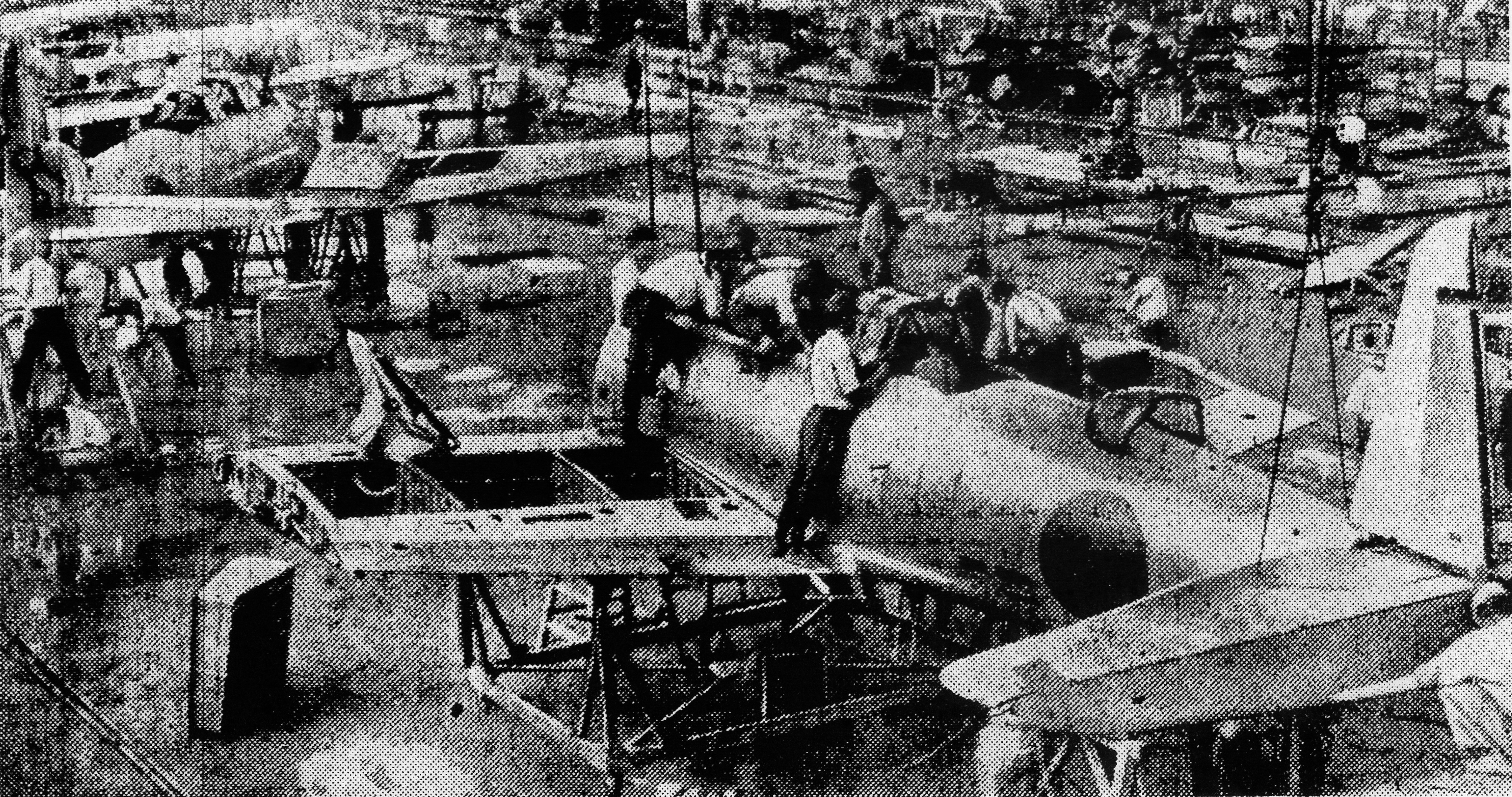
Збірка на Накаджима-Ханда

Компанія "Літаки Накаджіма" була першим японським виробником літаків і була заснована у 1918 році Чікухеєм Накадзімою, морським інженером, та Сейбеєм Каваніші, виробником текстилю, як Nihon Hikoki ("Літаки Японії"). У 1919 році два засновники розійшлися, і Накаджіма викупив завод Nihon Aircraft за мовчазної допомоги Імператорської армії Японії. У 1919 році компанія була перейменована на "Фабрика Літаки Накаджіма"(中島飛行機製作所). 
Виробничими потужностями компанії були:
- Токіоський завод
- Завод Мусашино
- Завод Донрю
- Завод Ота, біля Стація Ота. Його відвідав Імператор Шова 16 листопада 1934 року. Критично пошкоджений американським бомбардуванням 10 лютого 1945 року. В даний час завод корпорації Subaru з виробництва вантажівки Kei.
- Завод Коізуми, біля станції Ніші-Коізуми. Критично пошкоджений американським бомбардуванням 3 квітня 1945 року. Зараз завод Саньо.

## Після Другої світової війни
Після поразки Японії у Другій світовій війні компанія була змушена закритися, оскільки виробництво та дослідження літаків було заборонено Верховним головнокомандувачем союзних держав. Це серйозно вплинуло на Nakajima як одного з двох найбільших виробників літаків в Японії; другим був Mitsubishi Heavy Industries (MHI). На відміну від MHI, Nakajima не диверсифікувала свою діяльність на суднобудування та загальне машинобудування, і тому була змушена розпастися на низку дочірніх компаній, створених її колишніми менеджерами, інженерами та робітниками. В результаті провідні авіаційні інженери компанії, такі як Рьоічі Накагава, допомогли трансформувати японську автомобільну промисловість. 
Компанія відродилася в 1953 році як Fuji Heavy Industries, виробник скутерів Fuji Rabbit і автомобілів Subaru, і як Fuji Precision Industries (пізніше перейменована в Prince Motor Company, яка в серпні 1966 року об'єдналася з Nissan), виробник автомобілів Prince Skyline і Prince Gloria. Fuji розпочала виробництво літаків у середині 1950-х років і виробляла військові навчальні літаки та гелікоптери для Сил самооборони Японії. У 2017 році компанія провела ребрендинг під назвою Subaru Corporation.

## Продукція

### Військово-морські літаки

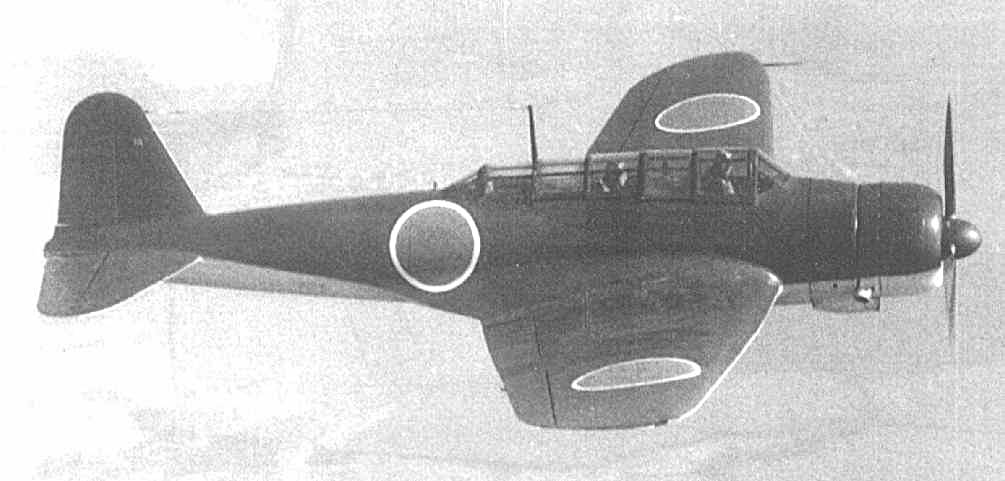
Накаджіма Б5Н - авіаносець-бомбардировник

#### Винищувачі
- А1Н - палубний винищувач 3 типу (三式艦上戦闘機) 1927 року; ліцензована копія Gloster Gambet
- А2Н - палубний винищувач 90 типу (九〇式艦上戦闘機)  1930 року, винищувач-біплан
- А4Н - палубний винищувач 95 типу (九五式艦上戦闘機) 1935 року, винищувач-носій
- A6M2-N - Ni-shiki suisen (二式水戦) - "Rufe" 1941 року, версія плавуча літака Mitsubishi A6M Zero
- J1N - Gekkō (月光, місячне сяйво) - "Ірвінг" 1941 року, нічний винищувач ВМС наземного базування
- J5N - Tenrai (天雷, грім)  - 1944 року, прототип одномісного двомоторного перехоплювача ВМС наземного базування
- Kikka - (中島 橘花, квітка апельсина) - 1945 року, прототип перехоплювача з реактивним двигуном; перший реактивний літак Японії

#### Навчально-тренувальний літак
- А3Н - Двомісний навчальний винищувач 90 типу (九〇式複座練習戦闘機) 1936 року, двомісний тренажер, розроблений на базі A2N

#### Торпедоносеці
- B3N - 1933 року
- B4N - 1936 року
- B5N - 1937 року
- B6N - Тензан (天山, небесна гора)  1941 року

#### Літаки-розвідники та літаки-спостерігачі
- C2N - сухопутний розвідувальний літак на базі Накаджіма КІ-6
- C3N - 1936 року
- C6N - 1943 року
- E2N - 1927 року
- Е4Н - 1930 року
- E8N - 1935 року
- E12N - Прототип гідролітака-розвідника 1938 року, що програв Kawanishi E12K

#### Пікіруючі бомбардувальники
Після того, як спеціальні бомбардувальники Trial VI і Trial VII, розроблені спільно авіаційним арсеналом і компанією Nakajima, були відкинуті через їхні погані характеристики, у 1933 році ВМС випустили прототип спеціального бомбардувальника Trial VIII як пікіруючого бомбардувальника, який можна було перевозити на борту кораблів. Арсенал спроектував літак під керівництвом Дзюнічіро Нагахати (Junichiro Nagahata), а Рьозо Ямамото (Ryozo Yamamoto), інженер компанії Nakajima, очолив виробництво літака. Внутрішня назва в Nakajima була "RZ".
Літак являв собою одномоторний біплан з металевим каркасом і оббитими крилами, подібний до Сьомого випробувального бомбардувальника, але зі збільшеною площею крила і вдосконаленою системою підтримки крила і конструкцією основних стійок шасі. Однак він був відхилений через недостатню поздовжню стійкість і бічну маневреність. Кількість випущених літаків становила два, але записи штабу військово-морської авіації вказують на існування чотирьох типів: Kukan Trial 8 Special Bomber (D2Y1), Nakajima Trial 8 Special Bomber № 1 (D2N1), Nakajima Trial 8 Special Bomber № 2 (D2N2) і Nakajima Trial 8 Special Bomber № 3 (D2N3). В цьому типі літаків конкуренція була програна Аічі D3A.

#### Важкі бомбардувальники
- G5N - 1941 року
- G8N -  1945 року
- G10N - 1945 року

#### Транспортувальники
- L1N - морська версія Кі-34
- L2D - Type 0 Transport (яп. 零式輸送機)  -1939 транспортний літак ВМС; ліцензована копія Douglas DC-3

### Військова авіація

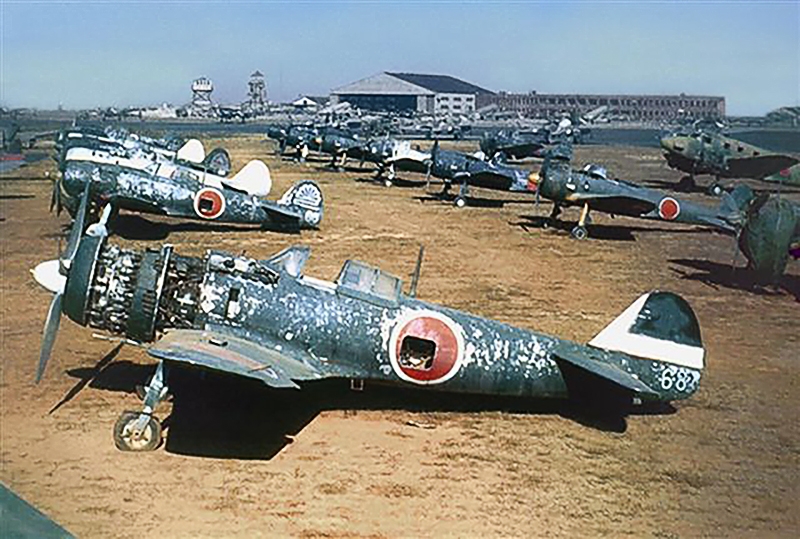
Ki-43 Хайабуза і Ki-84 Хайат, після війни

#### Винищувачі
- Ko 3 (甲3)
- Ko 4 (甲4)
- Type 91 Fighter (яп. 九一式戦闘機) 1931 року
- Ki-8 - 1934 року прототип
- Ki-11 - 1934 року прототип, програв Kawasaki Ki-10
- Ki-12 - 1936 року прототип, програв Mitsubishi Ki-18
- Ki-27 - Type 97 Fighter (яп. 九七式戦闘機) - 1936 року
- Ki-37 - 1937 року (лише проект)
- Ki-43 - Type 1 Fighter (яп. 一式単座戦闘機) або Hayabusa (隼, Peregrine Falcon) - 'Oscar', 1939 року
- Ki-44 - Type 2 Single-seat fighter (яп. 二式単座戦闘機) або Shōki (鍾馗, Devil-Queller) - 'Tojo' 1940 року
- Ki-53 - багатомісний важкий винищувач (лише проект)
- Ki-58 - прототип винищувача супроводу
- Ki-62 - 1941 року прототип, конкурував з дизайном Kawasaki Ki-61
- Ki-63 - версія Ki-62 з радіальним двигуном
- Ki-69 - версія винищувача супроводуf Mitsubishi Ki-67 (лише проект)
- Ki-75 - лише проект
- Ki-84 - Type 4 Fighter (яп. 四式戦闘機) or Hayate (疾風, Gale) - 'Frank' 1943 року
- Ki-87 - 1945 року
- Ki-101 - двомоторний нічний винищувач (лише проект)
- Ki-113 - Ki-84 з деякими сталевими деталями (лише проект)
- Ki-116 - 1945 року, прототип
- Ki-117 - виробниче позначення Ki-84N
- Ki-118 - винищувач ближнього радіусу дії, модифікований з Mitsubishi A7M (лише проект))
- Ki-337 - лише проект
- Ki-201 - Karyū (火龍, Fire Dragon) - прототип армійського реактивного винищувача/штурмовика 1945 року, дуже схожий на німецький Messerschmitt Me 262, лише проект y

#### Бомбардувальники
- Б-6-6 - Брегует 14Б.2. з ліцензійної виробництва
- Ki-13 - лише проект
- Ki-Кі-19 - 1937 року, армійський двомоторний важкий бомбардувальник (лише прототипи), що програв Mitsubishi Ki-21
- Ki-31 - двомісний легкий бомбардувальник (лише проект)
- Кі-49 - 1941 року
- Кі-52 - пікіруючий бомбардувальник (лише проект)
- Nakajima Ki-68  запропонована версія бомбардувальника G5N

#### Розвідники
- Кі-4 - reconnaissance aircraft Type 94 (九四式偵察機) - 1933 року

#### Транспортувальники
- Ki-6 - Type 95 Trainer (яп. 九五式二型練習機)  - 1930 року
- Ki-16 - вантажний транспортний/наземний літак-заправник (лшлише епроект)
- Ki-34 - Type 97 Transport (яп. 九七式輸送機)  - "Тора" 1937 року, армійський транспортний літак версія AT-2
- Кі-41 - вантажний транспорт (тільки проект)

#### Літаки-камікадзе
- Ki-115 — Tsurugi  — літак- камікадзе 1945 року; на службі IJN він називався Tōka
- Ki-230 - проект

### Цивільні літаки
- Накаджима-Дугалас DC-2 - ліцензійна конструкція Douglas DC-2
- Супер-Универсальний - літак 1930 року; ліцензійна конструкція Fokker Super Universal
- AN-1 - прототип Кі-11 прототип, переобладнаний в літак зв'язку/кур'єрський літак для Asahi Shimbun
- AT-1 - оригінальний дизайн AT-2
- AT-2 - 1936 року
- LB-2 - Akatsuki-go (暁号, Dawn) - 1936 року, морський прототип бомбардувальника перетворився на авіалайнер
- N-19 -  прототип Кі-19 переобладнаний у поштовий літак для Dōmei Tsushin
- Nakajima N-36 - транспортний прототип 1928 року
- Nakajima P-1[en] - 1933 поштовий літак; переобладнаний з Е4Н

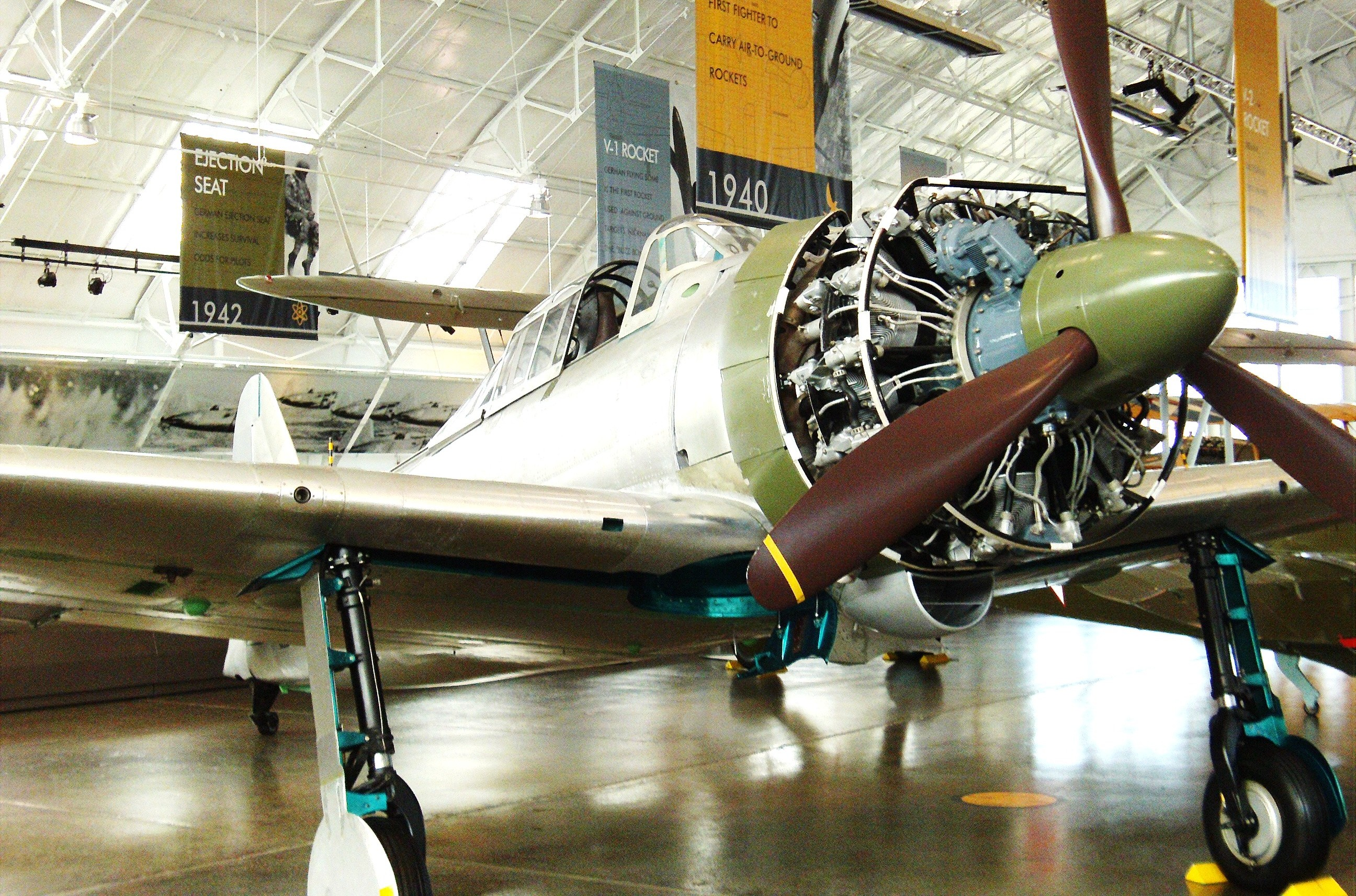
Nakajima Sakae

### Мотори літаків
- Kotobuki (寿)
- Ha5
- Hikari (光)
- Sakae (栄)
- Homare (誉)
- Ha-49
- Mamoru (護)
- Ha-109
- Ha219 (пізніше став називатися Ha-44)